# Ankaran - Sv. Nikolaj
Ankaran - Sv. Nikolaj este o arie protejată (arie specială de conservare — SAC, sit de importanță comunitară — SCI) din Slovenia întinsă pe o suprafață de 7,27 ha, integral pe uscat.

## Localizare
Centrul sitului Ankaran - Sv. Nikolaj este situat la coordonatele 45°34′30″N 13°44′16″E / 45.5749°N 13.7378°E.

## Înființare
Situl Ankaran - Sv. Nikolaj a fost declarat sit de importanță comunitară în aprilie 2004 pentru a proteja un număr necunoscut de specii din flora spontană și fauna sălbatică aflate în arealul zonei. Situl a fost protejat și ca arie specială de conservare în februarie 2012.

## Biodiversitate
Situată în ecoregiunea continentală, aria protejată conține 2 habitate naturale: Terase mlăștinoase și terase nisipoase neacoperite de apă la reflux, Pășuni mediteraneene udate de apa mării (Juncetalia maritimi).
La baza desemnării sitului se află un număr nedeclarat de specii protejate.